# 소피아 알렉산드르 넵스키 대성당

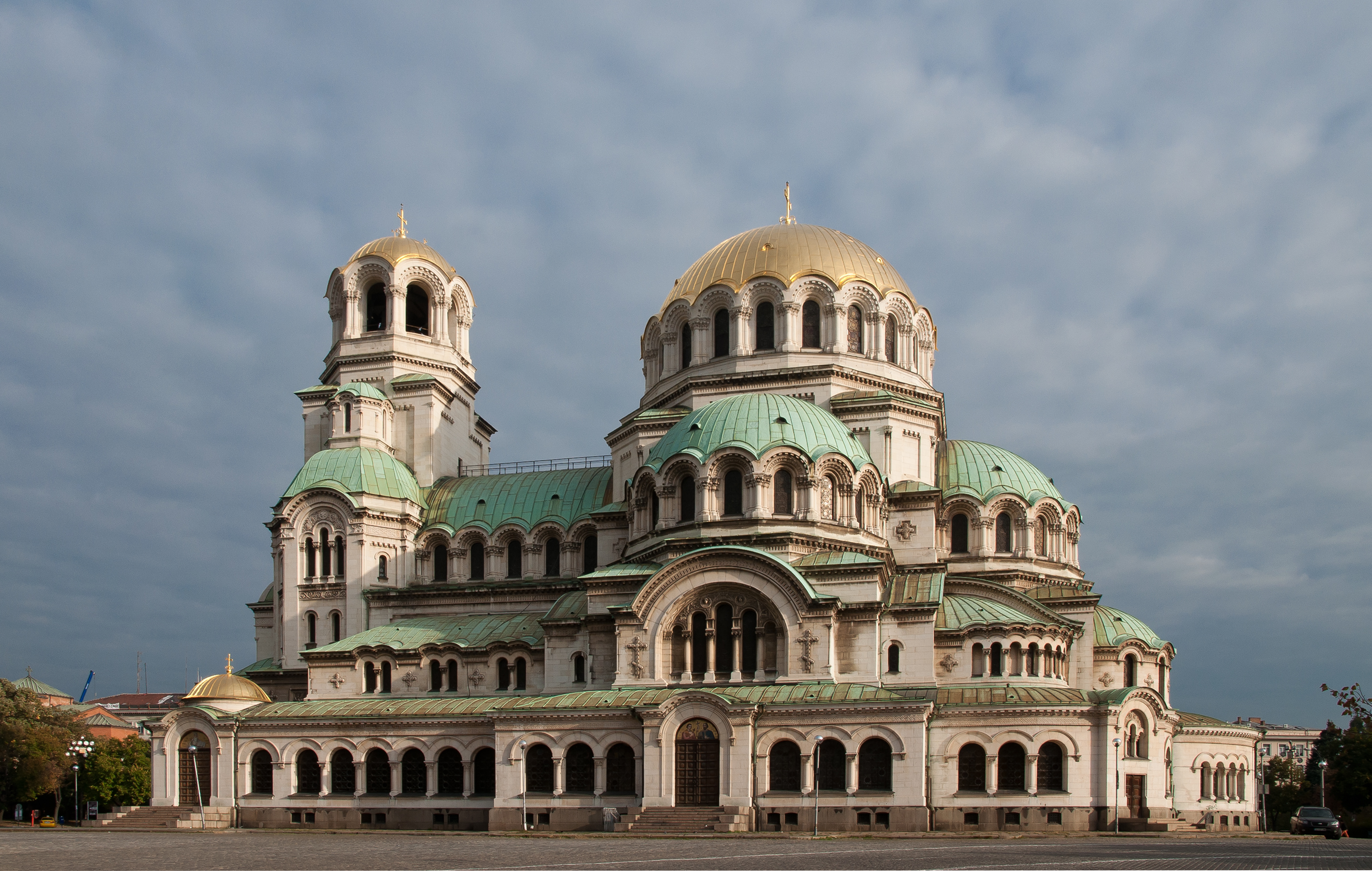
소피아 알렉산드르 넵스키 대성당

소피아 알렉산드르 넵스키 대성당(불가리아어: Храм-паметник „Свети Александър Невски“)은 불가리아의 수도 소피아에 있는 대성당이다. 러시아-튀르크 전쟁 당시에 불가리아의 해방을 위해 참전하다가 러시아 군인 20여 만 명을 기리기 위해 1882년에 착공되어 1912년에 완공되었다. 성당의 명칭은 러시아의 국민적 영웅인 알렉산드르 넵스키에서 유래되었다. 세르비아 베오그라드의 성 사바 대성당에 이어 발칸반도에서 2번째로 큰 대성당이다.

## 건축 양식

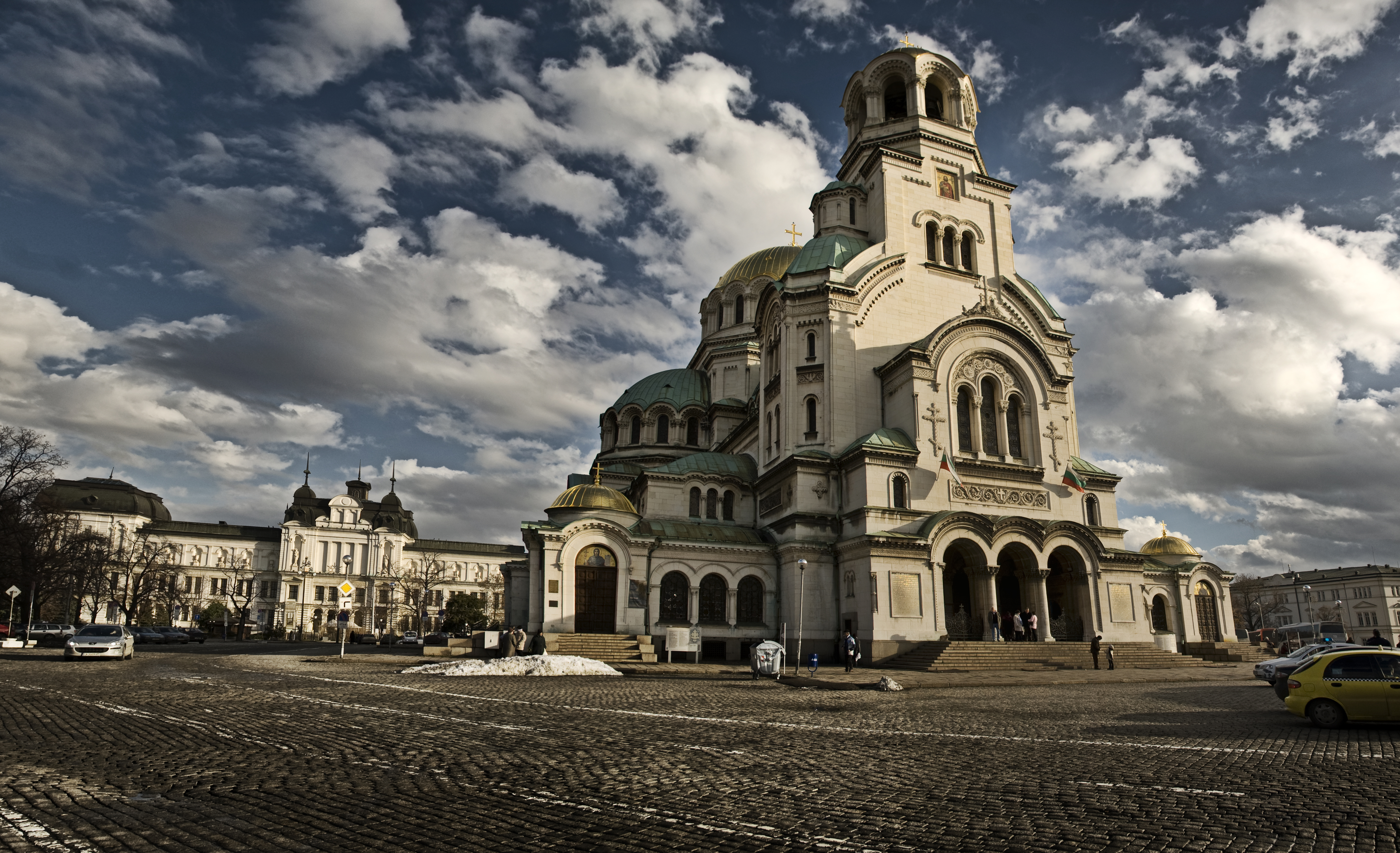
소피아 알렉산드르 넵스키 대성당

소피아 알렉산드르 넵스키 대성당은 크로스 돔 바실리카 양식으로 특징을 중심부에서 강조한다. 도금된 이 성당은 45m 높이이며 종탑이 위로 뻗쳐 있다. 성당에는 12개의 종이 있고, 23톤의 중량을 함께 가지고 있다. 가장 무거운 것은 12톤이다. 가장 가벼운 것은 10톤이다.